# Nightmare Lodge
I Nightmare Lodge sono un gruppo musicale italiano di musica post-industriale fondato a Bari nel 1987. Le sonorità della band sono spesso legate a sonorità di tipo darkwave/neoclassico e rituale.

## Storia del gruppo

### 1987-1992: Prima Fase
Nel giugno 1987 Ivan Iusco, il bassista Gianni Mantelli e il cantante Beppe Mazzilli, tutti provenienti da una precedente formazione dark wave che comprendeva anche il chitarrista Nicola Cipriani (successivamente collaboratore di Iusco in alcune colonne sonore e negli album del progetto IT), entrano in un piccolo studio di registrazione di Bari per registrare il primo album in cassetta Big Mother In The Strain della neonata formazione Nightmare Lodge. La cassetta esce il 12 dicembre 1987 come prima pubblicazione dell'etichetta Minus Habens Records fondata nello stesso anno da Iusco. Fin dalla cassetta d'esordio la band intreccia riferimenti al mondo magico/pagano alla ritualità cristiana, numerologica e ritualistica, spesso desacralizzandoli velocizzando canti liturgici, oppure inserendo filastrocche e canzoncine per bambini.
Nel 1988, Nightmare Lodge cambia formazione inglobando la cantante Monica Cioce al posto di Gianni Mantelli.
Dopo questo primo nastro, all'inizio del 1989 esce il primo album in vinile. Lo split album, condiviso con il romano Lyke Wake ed intitolato The Oneiric Transgression / Noise And Dream, che fu anche la prima pubblicazione in vinile della Minus Habens Records, e nel 1990, pubblicano un altro split album, questa volta con la band californiana Blackhouse dal titolo Ice Skin / The Gospel According To The Men In Black (Minus Habens Records, 1991)
Nel 1991 esce il loro secondo album dal titolo Asylum (Minus Habens Tapes). Con il trasferimento di Mazzilli in Veneto nel 1992 e la collaborazione di Ivan Iusco con il belga Dirk Ivens per Dive, si chiude il periodo post-industrial dei Nightmare Lodge. In tutto questo primo periodo le loro composizioni "condividono forti contrasti, dovuti al continuo alternarsi tra uso della scala temperata e la creazione di cacofonie" con l'alternarsi di sensazioni positive e negative. In questo senso Asylum rappresenta un po l'emblema del loro stile iniziale, in cui "coesistono le due anime del gruppo".

### 1993-1997: Seconda Fase
Nel 1993 Iusco incontra Russolo, musicista appassionato di cinema horror e di fantascienza. Grazie a questa nuova collaborazione vede la luce Negative Planet (Minus Habens Records, 1994) il primo album in CD dei Nightmare Lodge con Silvia Chicco alla voce in un brano. Il disco, che già richiama ad una musica ambientale dalle forti tensioni cinematografiche, unisce musica cosmica, atmosfere orrorifiche e tensioni sinfoniche il tutto unito ad orchestrazioni che rimandano alla musica classica.
A Negative Planet seguono Luminescence (Minus Habens Records, 1996), totalmente strumentale, e The Enemy Within (Minus Habens Records, 1997), che vede il ritorno di Beppe Mazzilli in un due brani.
Con questa trilogia, che riscuote una notevole attenzione di critica e pubblico in varie nazioni, si chiude la seconda fase del gruppo.

### 1998-2000: Terza Fase
Nel 1998 i Nightmare Lodge compongono la colonna sonora (in collaborazione con il musicista siciliano Paolo Bigazzi) del film di fantascienza indipendente Syrena di Mariano Equizzi (Minus Habens Records, 1998).
L'ultimo album vero e proprio, strumentale, è Blind Miniatures uscito nel 1999 per l'etichetta americana Red Stream, in cui già la band prendeva le distanze da sonorità smaccatamente dark elettroniche dei primi periodi per introdurre sonorità vagamente esotiche, surreali e minimali dal sapore di darkwave di ispirazione neoclassica. Fa poi seguito Tentacled (Red Stream, 2000), album che raccoglie brani prodotti e pubblicati tra il 1989 ed il 1999 in versione remix o registrati ex novo. In Tentacled ritroviamo Silvia Chicco in un brano del 1989 originariamente inciso con Monica Cioce.
Nell'estate del 2000 i Nightmare Lodge, con il chitarrista Nicola Cipriani, eseguono dal vivo in Calabria una colonna sonora scritta ad hoc per il film "La Guerra dei Mondi". Si tratta della loro unica apparizione live.

### 2002-ad oggi: Ripresa dei lavori
Nel 2002 pubblicano un remix di "Toxic Ways" (originariamente incluso in "Negative Planet") nella compilation per i 15 anni di Minus Habens dal titolo "Fractured Reality", in cui compaiono anche altri artisti che precedentemente avevano collaborato con l'etichetta di Iusco, come Depeche Mode, Brian Eno, William Orbit, Pankow.
Nel 2003 invece pubblicano per l'etichetta pugliese Small Voices il 7" picture disc a tiratura limitata contenente due brani registrati nel maggio del 2000 e rimasti nel cassetto, dai titoli "Nexus" e "Unlimited Cut" (inclusa in versione differente in una compilation della britannica Rough Trade).
Dopo aver pubblicato una serie di colonne sonore tra il 2000 ed il 2004, Ivan Iusco riprende a lavorare con Russolo nel 2005.

## Componenti
- Ivan Iusco: pianoforte, sintetizzatori, campionatori, nastri, bassline, batterie elettroniche, composizione, produzione.
- Russolo: sintetizzatori, sequencer, batterie elettroniche, composizione

## Ex-Componenti
- Beppe Mazzilli: voce maschile e nastri (1987-1988 / 1991-1992 / 1997)
- Nicola Cipriani (chitarra - 1987 / 1999-2000)
- Silvia Chicco (voce femminile - 1993-1994 / 1999-2000)
- Monica Cioce (voce femminile - 1988-1989)
- Gianni Mantelli (basso - 1987-1988)

## Produzioni

### Album
- 1987 - Big Mother In The Strain (Tape Album - Minus Habens Tapes)
- 1991 - Asylum (Tape Album - Minus Habens Tapes)
- 1994 - Negative Planet (CD, Minus Habens Records)
- 1996 - Luminescence (CD, Minus Habens Records)
- 1997 - The Enemy Within (CD, Minus Habens Records)
- 1998 - Blind Miniatures (CD, Red Stream Inc)
- 2000 - Tentacled (CD, Red Stream Inc) remix album 1989-1999

### Album Split
- 1989 - The Oneiric Transgression / Noise And Dream (split con i Lyke Wake -LP- Minus Habens Records)
- 1991 - Ice Skin / The Gospel According To The Men In Black (split con i Blackhouse -LP- Minus Habens Records)
- 1998 - Syrena– Original Motion Picture Soundtrack (split con Paolo Bigazzi -CD- Minus Habens Records)

### Ep e 7"
- 1997 - Nosferatu! (7", Ant-Zen)
- 2003 - Nexus (7", SmallVoices)

### International Compilations
- 1988 - Technosex on “L’intox Vient A Domicile” (Tape - Minus Habens Tapes)
- 1989 - Technosex on “Nebiros” (Tape - Apocalypsis Records)
- 1989 - Strategic Operations Simulator on “Defaecatio Vol. 1” (Tape Album - B.A.O.)
- 1989 - Debemur Mortis Nos Nostraque on “Strategie Possibili”  (Tape - Discipline Productions)
- 1989 - Each Element Of The Laboratory on “Strategie Possibili ” (Tape - Discipline Productions)
- 1989 - Il Telaio Incantato on “Good Bye For Ever Annie Wilkes” (Tape - Vilex Productions)
- 1989 - Circles on “L'interpretazione Dei Sogni Tape” (Tape - Silenzio Statico Prod.)
- 1989 - Fur Elise (V.T.D.E.)  on “La Mort Hereuse” (Tape - Misty Circles)
- 1989 - Please Keep Away From Children on “The Potential Plague” (Tape - Black Death)
- 1990 - Tra Le Fiamme Del Nido on “Mjolnir ” (Tape - Cthulhu Records)
- 1990 - Antiphase (Position Two) on “Projekt Neue Ordnung” (LP - Tesco Org.)
- 1990 - Denti Della Rotazione on “Carne Del Disastro” (LP - Minus Habens Records)
- 1991 - Il Tocco Pneumatico on “Ohrenschmalz” (LP - Unclean Prod.)
- 1991 - Lovers: Two Bodies... on “4x4” (CD - Ladd-Frith)
- 1992 - The Lift on “Sound From Hands” (CD - Minus Habens Records)
- 1992 - Mirage Iii on “Objekt Vol. 5” (CD - Ladd-Frith)
- 1994 - Endless Pleasure on “Taste This Vol. 2” (CD - Discordia)
- 1994 - The Glorious Animal  on “Ophir” (CD - Desaccord Majeur)
- 1995 - Tenia on “Body Frequencies” (CD - Minus Habens Records)
- 1995 - The Glorious Animal on “There Is No Time” (CD Boxset - Ras Dva)
- 1996 - Carillon Recall on “Esplorazione Degli Spazi Interplanetari...” (CD - Primo Tempore)
- 1996 - False Light - Segment B on “Sound Line Vol. 3” (CD - Side Line Records/Celtic Circle Productions)
- 1996 - Forwarded Message on “Feels So Bad” (CD - Ujamm'n/Flying Records)
- 1996 - Terra Feconda on “40 Wings” (LP - Ant-Zen)
- 1997 - It Passed Like A Dream (31st October Night Mix) on “Ahimsa” (CD - Harmonie)
- 1997 - False Light - Segment B (Piano Version) on “Ahimsa” (CD - Harmonie)
- 1998 - Mankind Sanctuary on “Alternative Meditations Vol. 1” (CD - Materiali Sonori/Re Nudo 1998)
- 1998 - Awakening on “Ant-Hology” (CD - Ant-Zen)
- 1998 - Snake Function  on “66.01” (CD - 66 Records)
- 1998 - The Bird Comes Back on “Ciro Iamarco 8/5/62” (CD - Staalplaat Records)
- 1999 - Mankind Sanctuary on “To Live Is Ever To Be In Danger” (CD - Red Stream)
- 1999 - Rising Vapours on “Limbo - Cospiratorium: The Ice Line” (CD - Energeia)